# Nottingham Castle

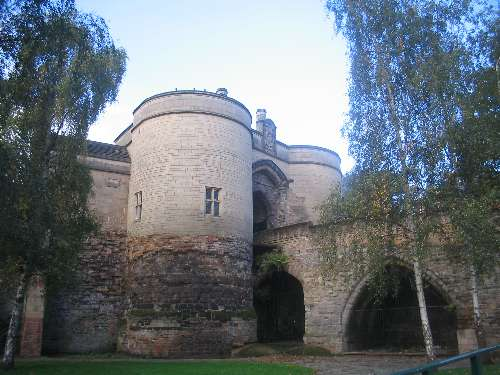
Torhaus des Nottingham Castle. Mittelalterliche Architektur der Brücke und des unteren Teiles des Torhauses und Renovierung des oberen Teils des Torhauses aus viktorianischer Zeit

Nottingham Castle ist eine Burgruine in Nottingham, der Hauptstadt der englischen Grafschaft Nottinghamshire. Die Burg wurde auf einem natürlichen Felsvorsprung namens Castle Rock mit 39 Meter hohen, steilen Klippen an der Süd- und Westseite errichtet. Im Mittelalter war sie eine wichtige königliche Festung und gelegentlich besuchte sie auch der König. Bereits ab dem 16. Jahrhundert verfiel sie nach und nach und wurde 1649 größtenteils abgerissen. Henry Cavendish, 2. Duke of Newcastle, ließ später ein Herrenhaus auf dem Anwesen errichten. Dieses wurde 1831 von Aufständischen niedergebrannt und wurde von den Herzögen als Brandruine erhalten. Später wurde es als Kunstgalerie und Museum wieder aufgebaut und ist so heute noch erhalten. Von der ursprünglichen Burg ist nur wenig heute noch erhalten, aber es gibt ausreichend Überreste, die die Auslegung erahnen lassen.

## Geschichte im Mittelalter
Man ist nicht sicher, ob vor der normannischen Eroberung Englands an dieser Stelle bereits eine Burg stand. Sollte dies der Fall gewesen sein, so war diese Burg kleiner und sehr viel einfacher gehalten als die nach der Invasion in angelsächsischer Bauweise errichtete.
Die erste normannische Burg war eine hölzerne Motte und wurde 1067, ein Jahr nach der Schlacht bei Hastings, auf Befehl von Wilhelm dem Eroberer erbaut. Während der Regentschaft von Heinrich II. wurde diese Holzburg durch eine deutlich wehrhaftere Steinburg ersetzt. Dies war eine imposante und komplexe Konstruktion, die später aus einer oberen Kernburg am höchsten Punkt des Castle Rock, einer mittleren Kernburg nördlich davon, die die königlichen Wohnräume enthielt, und einer großen Vorburg im Osten bestand.
Jahrhundertelang war Nottingham Castle eine der wichtigsten Burgen in England, gleichermaßen für den Hochadel und die königliche Familie. Die Burg lag an einer strategisch wichtigen Position in der Nähe eines Übergangs über den River Trent. Auch war sie als Ort für Vergnügungen bekannt, da sie in der Nähe der königlichen Jagdgründe beim Dorf Tideswell, des Königs „Speisekammer“ im königlichen Wald des Peak District, und ebenso in der Nähe der königlichen Wälder von Barnsdale und Sherwood lag. Die Burg hatte auch ihren eigenen Rehpark unmittelbar westlich der Anlage; das Gelände heißt heute noch „The Park“.
Während König Richard Löwenherz mit einer großen Zahl englischer Adliger auf dem dritten Kreuzzug war, wurde Nottingham Castle von Unterstützern des Prinzen Johann, so auch vom Sheriff von Nottingham, besetzt. In der Legende von Robin Hood spielt sich der letzte Kampf zwischen dem Sheriff und dem gesetzlosen Helden auf Nottingham Castle ab.
Im März 1194 fand eine historische Schlacht auf Nottingham Castle statt, ein Teil der Kampagne des zurückgekehrten Königs Richard Löwenherz, die Rebellion von Prinz Johann niederzuschlagen. König Richard belagerte die Burg und setzte dabei eine Belagerungsmaschinerie ein, wie er sie bereits auf seinem Kreuzzug angewendet hatte. Auf der Burg fand der entscheidende Angriff statt. Ranulf de Blondeville, 4. Earl of Chester, und David von Schottland, 8. Earl of Huntingdon, halfen Richard. Die Besatzung der Burg ergab sich nach nur wenigen Tagen.
Kurz vor seinem 18. Geburtstag führte der spätere König Eduard III. mit der Hilfe einiger treuer Gefährten unter der Leitung von Sir William Montagu einen Staatsstreich (am 19. Oktober 1330) gegen seine Mutter Isabelle de France und ihren Geliebten, Roger Mortimer, 1. Earl of March, auf Nottingham Castle. Beide agierten während Eduards Jugendjahren als Regenten, nachdem sie seinen Vater, Eduard II., auf Berkeley Castle umgebracht hatten. William Montagu und seine Gefährten wurden von William Eland, Kastellan und Verseher von Mortimers Burgen begleitet, der die Lage eines Geheimtunnels kannte, der sie bis zu einer normalerweise verschlossenen Tür weiter oben in der Burg führte. In der dunklen Nacht des 19. Oktober 1330 betraten Montagu und seine Gefährten den Tunnel, stiegen bis zur Tür hinauf, die von Eduard III. oder einem vertrauenswürdigen Diener aufgeschlossen worden war, brachten Mortimers Leibgarde um und überwältigten Mortimer selbst. Mortimer wurde gefesselt und geknebelt, zusammen mit der Königin Mutter Isabelle aus dem Tunnel geführt und verhaftet. Mortimer schickte man in den Tower of London und henkte ihn einen Monat später. Isabelle de France wurde zum Rücktritt gezwungen und auf Castle Rising Castle verbannt. Mit diesen dramatischen Ereignissen begann die Regentschaft Eduards III.

### Königliche Residenz

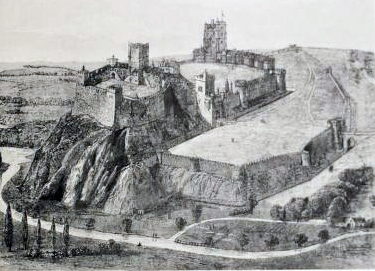
Viktorianische Rekonstruktion des vermutlichen Aussehens der Burg im Spätmittelalter

Eduard III. nutzte Nottingham Castle als Residenz und hielt Parlamentssitzungen ab. 1346 wurde David II. von Schottland hier gefangen gehalten. 1365 ließ Eduard III. durch den Bau eines neuen Turmes an der Westseite der mittleren Kernburg und eines neuen Gefängnisses unter dem High Tower die Burg erweitern. 1376 wurde Peter de la Mare, Speaker des House of Commons, in Nottingham Castle inhaftiert, weil er sich „unberechtigte Freiheiten mit dem Namen von Alice Perrers, der Geliebten des Königs, herausgenommen hatte“.
Im Jahre 1387 wurde ein Staatskonzil auf der Burg abgehalten. Richard II. beorderte 1392 den Lord Mayor of London mit Ratsherren und Sheriffs auf die Burg und hielt ein weiteres Staatskonzil ab, um die Londoner zu demütigen. Der letzte dokumentierte Aufenthalt Richards II. auf Nottingham Castle war 1397, als er ein weiteres Konzil abhielt.
Von 1403 bis 1437 war die Burg die Hauptresidenz der Königin Heinrichs IV., Johanna. Nach Aufgabe dieser Residenz vernachlässigte man die Unterhaltung der Burg. Erst in den Rosenkriegen begann man wieder, Nottingham Castle als militärische Festung zu nutzen. Eduard IV. rief sich selbst in Nottingham zum König aus und 1476 befahl er den Bau eines neuen Turmes und königlicher Gemächer. Dies beschrieb John Leland 1540 als:

the most beautifulest part and gallant building for lodging (…) a right sumptuous piece of stone work. (dt.: „der am meisten schönste (?) Teil und ein stattliches Wohngebäude (…) ein wirklich prachtvolles Stück Maurerkunst.“)

In der Regierungszeit König Heinrichs VII. blieb die Burg eine königliche Festung. Heinrich VIII. bestellte neue Bildwirkereien für die Burg, bevor er Nottingham im August 1511 besuchte. Bis 1536 ließ der König die Burg weiter befestigen und die Garnison von wenigen Dutzend Mann auf einige Hundert Mann verstärken.
1538 wies der Konstabler, Thomas Manners auf die Notwendigkeit von Unterhaltungsmaßnahmen hin. Ein Bericht von 1525 bemerkte, dass es viel „Verfall und Ruinen auf der besagten Burg“ gäbe und

part of the roof of the Great Hall is fallen down. Also the new building there is in dekay of timber, lead and glass. (dt.: „ein Teil des Daches des Rittersaales ist eingestürzt. Auch im neuen Gebäude gibt es Verfall an Holz, Blei und Glas.“

### Bürgerkrieg
Um 1600 wurde die Burg als königliche Residenz aufgegeben. Im 16. Jahrhundert war sie durch den Einsatz der Artillerie größtenteils nutzlos geworden. Kurze Zeit nach Ausbruch des englischen Bürgerkrieges war die Burg nach einer Reihe von Scharmützeln in der Gegend bereits halb verfallen. Zu Beginn des Bürgerkrieges, im August 1642, wählte Karl I. Nottingham als Sammelpunkt seiner Armeen, aber bald nach seiner Abreise wurde der Castle Rock als Verteidigungsstellung der Parlamentaristen befestigt. Unter dem Befehl von John Hutchinson schlugen sie etliche royalistische Attacken zurück; sie waren die letzte Gruppe, die die Burg halten konnte. Nach der Hinrichtung Karls I. 1649 wurde die Burg geschleift, damit sie als solche nicht mehr nutzbar war.

## Das heutige „Herzogliche Herrenhaus“

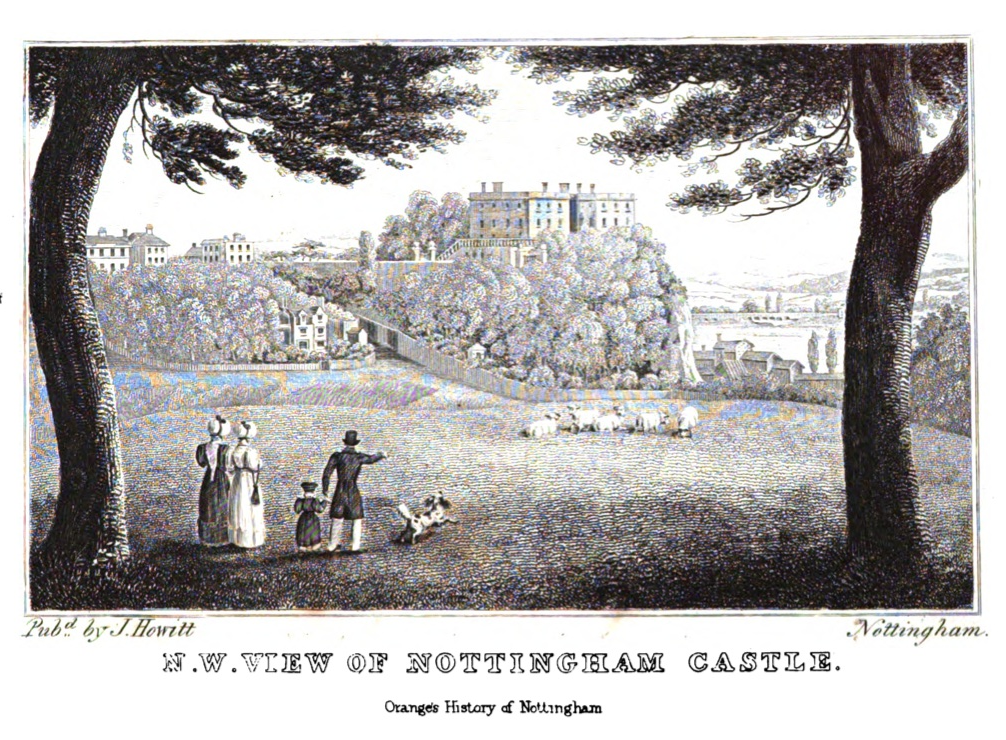
Die Burg aus The History and Antiquities of Nottingham by James Orange, 1840

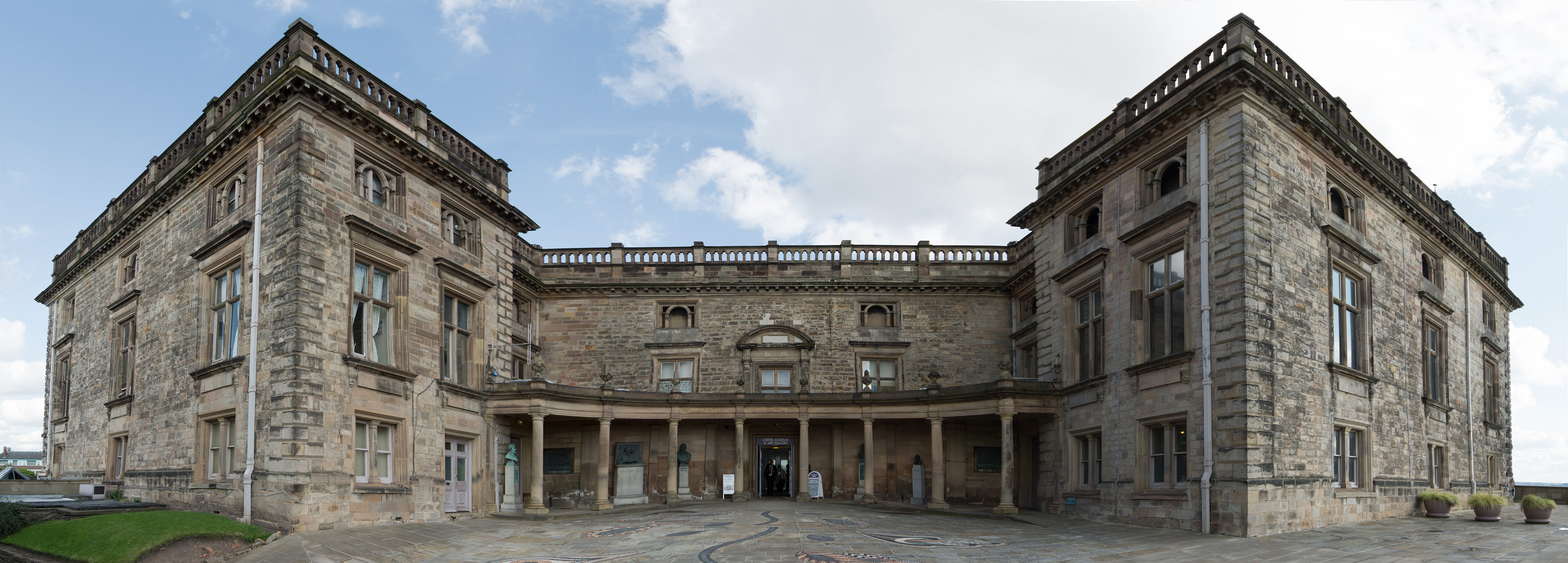
Eingang zum Herzoglichen Herrenhaus (2012)

Nach der Restauration von Karl II. 1660 wurde das heutige „Herzogliche Herrenhaus“ auf Geheiß von Henry Cavendish, 2. Duke of Newcastle, von 1674 bis 1679 auf dem Fundamenten der früheren Burg errichtet. Trotz der Zerstörung des Donjons und der Befestigungen der oberen Kernburg blieben einige aus dem Fels gebrochene Zellen und mittelalterliche Spitzbögen unter dem Herrenhaus zusammen mit einem langen Gang zum Fuß des Felsens (Mortimer's Hole genannt) bis heute erhalten. Durch diesen Gang gibt es geführte Touren, die auf der Burg beginnen und am Brewhouse Yard enden.
Der Baumeister des Herrenhauses war Samuel Marsh aus Lincoln, der für den Herzog auch an Bolsover Castle arbeitete. Man sagt, dass seine Konstruktionen stark von Rubens’ Gravierungen in dessen Buch Palazzi di Genova beeinflusst gewesen seien. Das herzogliche Herrenhaus ist ein seltenes englisches Beispiel für den Manierismus.
Aber mit dem Aufkommen der industriellen Revolution, die Nottingham den Ruf, die schlimmsten Slums im gesamten britischen Empire mit Ausnahme von Indien zu haben, einbrachte, verlor das Herrenhaus seine Attraktivität für die Herzöge. Als die Bewohner dieser Slums 1831 gegen den Widerstand des Herzogs von Newcastle gegen den Reform Act 1832 rebellierten, brannten sie das Herrenhaus nieder. Die originalen Außentreppen an der Ostfassade des Herrenhauses wurden später abgerissen, um für die Paraden der Robin Hood Rifles Platz zu schaffen.
Das Herrenhaus blieb eine Brandruine, bis es 1875 von Thomas Chambers Hine restauriert und 1878 vom Prince of Wales, dem späteren König Eduard VII., als Nottingham Castle Museum eröffnet wurde. Es war die erste städtische Kunstgalerie des Vereinigten Königreiches außerhalb von London. Die neuen Innenräume hielten sich nicht an die alte Stockwerks- und Fensteraufteilung, damit eine von oben belichtete Gemäldegalerie nach dem Muster der großen Galerie im Louvre entstehen konnte. Die neuen, aufdringlichen, geneigten Dächer ließen abseitige Kommentare hochkommen und die Wände wurden einige Jahre später erhöht und von einer durchbrochenen Steinbalustrade gekrönt, was die Proportionen der Fassaden änderte. Hinter der Balustrade befand sich ein Laufsteg über den Bleidächern, der den Besuchern ursprünglich einen Spaziergang über die Dächer mit Ausblicken auf die Stadt und das Trent-Tal ermöglichte.
Das Torhaus der mittelalterlichen Burg und ein großer Teil der Burgmauern der Vorburg behielt man als Gartenmauer des herzoglichen Herrenhauses. Der nördlichste Teil der Vorburg allerdings ging verloren, als man als man in den 1830er-Jahren eine Zufahrtsstraße zum Park Estate an der Stelle des früheren Rehparks baute. Dieser Teil des Burganwesens wurde später für die Erweiterung des Nottingham General Hospital genutzt. Der größte Teil der Mauern der äußeren Befestigungen, die heute noch sichtbar sind, stammen aus einer Rekonstruktion aus dem Zeitalter Eduards VII.
Am Weihnachtstag 1996 führte ein Erdrutsch, der durch eine gebrochene Wasserleitung ausgelöst wurde, dazu, dass 80 Tonnen Erde und erhaltene Mauern von der rekonstruierten Terrasse beim Herrenhaus bis zum Fuß des Castle Rock fielen. So kamen Überreste der originalen Burgfundamente und der Felsgrund zum Vorschein. Nach langen Diskussionen über den besten Erhaltungs- und Restaurierungsvorschlag wurde die Terrasse 2005 mit ihrer traditionellen Steinfassade wieder aufgebaut. Sie verdeckt ein Betonfundament, das den Besuchern den Zugang zum mittelalterlichen Mauerwerk ermöglicht. Die Terrasse bietet eine großartige Fernsicht auf den Süden der Stadt und tauchte auch in Samstagnacht bis Sonntagmorgen (1960) auf, einem bahnbrechenden Film über die sich ändernde Geisteshaltung Jugendlicher in der sich ändernden industriellen Gesellschaft Ende der 1950er-Jahre.
Eine Zeichnung des herzoglichen Herrenhauses war auf Millionen von Päckchen mit Rolltabak oder Zigaretten von John Player & Sons, einer Firma aus Nottingham, zu sehen. Auf den meisten Päckchen rahmten die Worte „Nottingham Castle“ und „Trade Mark“ das Bild der wenig festungsgleichen Gebäude ein. Dies führte dazu, dass der Romanautor Ian Fleming in seiner Novelle Thunderball „diese außergewöhnliche Marke mit einem Puppenhaus, das in Schokoladencreme schwimmt und unter dem „Nottingham Castle“ steht,“ erwähnt, wohl wissend, dass seinen britischen Lesern dieses Bild wohlbekannt war.

## Nottingham Castle Museum
Das herzogliche Herrenhaus dient auch heute noch als Museum und Kunstgalerie. Man findet dort den größten Teil der Kunst- und Dkorativkunstsammlungen der Stadt Nottingham und ihrer Umgebung sowie das Regimentsmuseum der Sherwood Foresters.
Man kann heute Eintrittskarten erwerben, die sowohl für das Nottingham Castle Museum als auch für das Museum of Nottingham Life am Brewhouse Yard am Fuße des Castle Rock in fünf Bauernhöfen aus dem 17. Jahrhundert gültig sind.
Bemerkenswerte Ausstellungsstücke des Sammlungen sind:
- Bildwerke aus Nottingham-Alabaster aus dem 15. Jahrhundert, einschließlich denen, die 1779 in der Peterskirche in Flawford gefunden wurden
- Aquarelle von Richard Parkes Bonington und Paul Sandby
- Joseph-Sammlung von Jasperware von Josiah Wedgwood & Sons Ltd.
- Ballantyne-Sammlung zeitgenössischer Keramiken
- Salzglasiertes Steingut, einschließlich der vor Ort hergestellten “Bear Jugs”
- Kostümsammlung, einschließlich Spitzenklöpplerei aus Nottingham
- Römische Votivgaben aus dem Heiligtum der Diana Nemorensis am Nemisee (größtenteils heute nicht mehr öffentlich zugänglich)
- Werke von George Wallis, dessen Sohn George Harris Wallis der erste Museumsdirektor war.

Zusätzlich listet das Nottingham Castle Victoria Cross Memorial, das am 7. Mai 2010 eingeweiht wurde, Albert Ball und 19 weitere Empfänger des Victoria-Kreuzes in Nottingham auf.
2005 war die Burg der einzige Ort außerhalb der USA, an dem die Wanderausstellung Waking Dreams von präraffaelitischer Kunst gezeigt wurde. Die Ausstellung zog Besucher aus ganz Europa an und verschaffte dem Nottingham Castle Museum internationale Anerkennung als Kunstgalerie.

### Die lange Galerie
Kunstgegenstände aus Großbritannien und Kontinentaleuropa werden in der langen Galerie der Burg ausgestellt. Darunter sind Werke von Künstlern aus Nottinghamshire, wie Thomas Barber, Richard Parkes Bonington, Henry Dawson, Paul Sandby und John Rawson Walker. Werke aus dem 20. Jahrhundert stammen von Edward Burra, Tristram Hillier, Ivon Hitchens, Dame Laura Knight, Harold Knight, Lawrence Stephen Lowry, William Nicholson, Ben Nicholson, Winifred Nicholson, Stanley Spencer, Matthew Smith und Edward Wadsworth.

## Veranstaltungen
Auf Nottingham Castle finden eine Reihe jährlicher Veranstaltungen statt. Dies sind z. B. das Nottingham Beer Festival und das Robin Hood Pageant. 2008 fand dort sogar ein Treffen statt, auf dem man den Weltrekord der meisten als Robin Hood verkleideten Menschen zu brechen versuchte.

## Galeriebilder

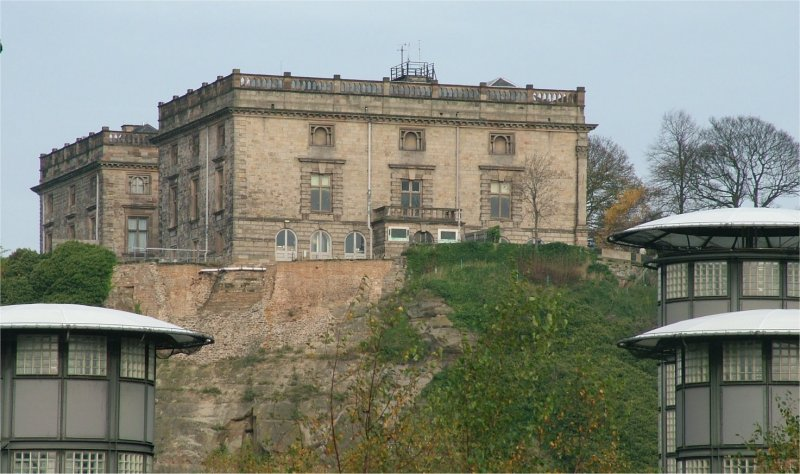
Die Türme im Vordergrund beherbergen das Hauptquartier von HM Revenue and Customs und wurden von Michael Hopkins entworfen
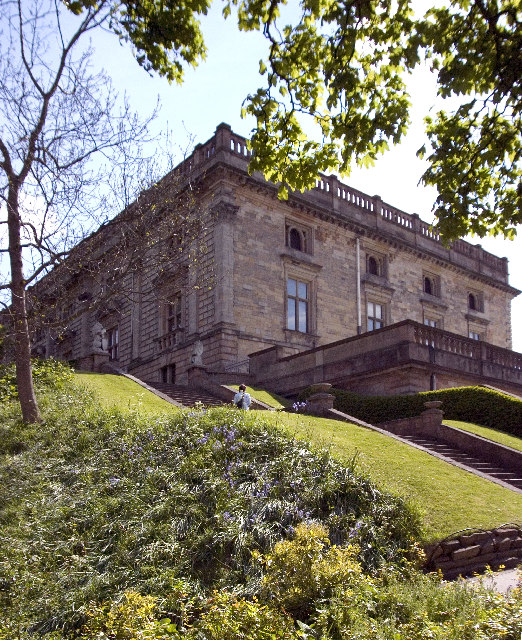
Die Treppe zum herzoglichen Herrenhaus
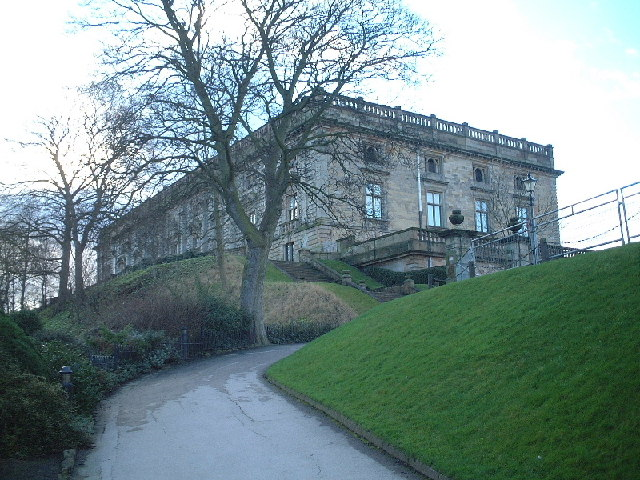
Der Weg vom Torhaus
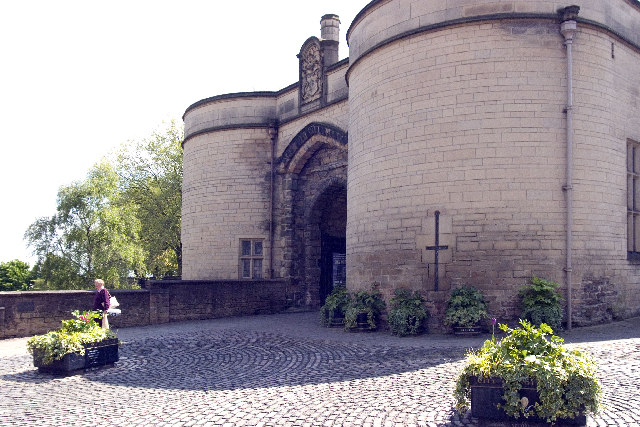
Das Torhaus der Burg mit dem Haupteingang
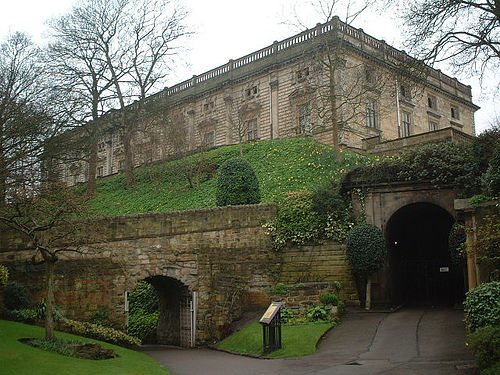
Das Anwesen unterhalb des Herrenhauses
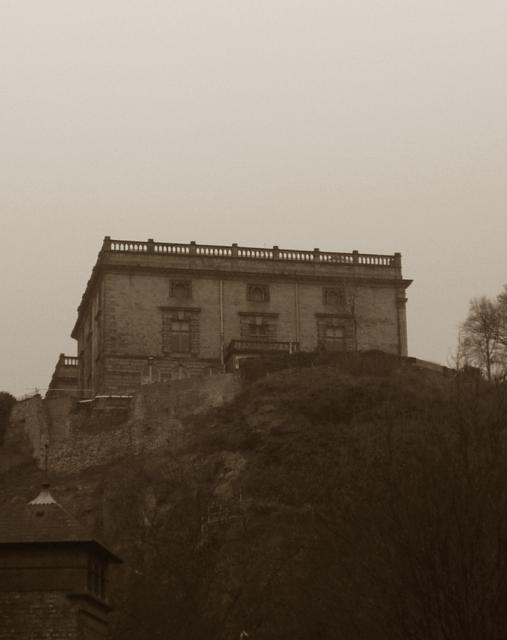
Castle Rock
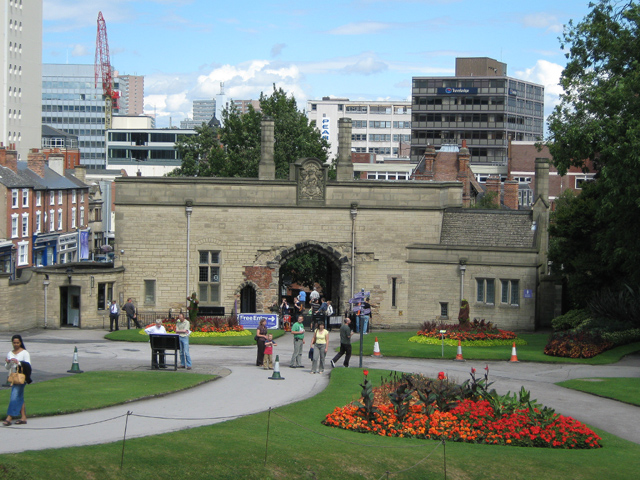
Torhaus
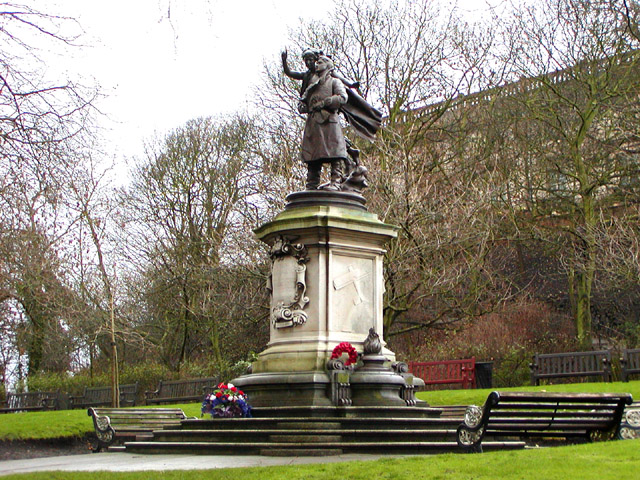
Denkmal von Albert Ball
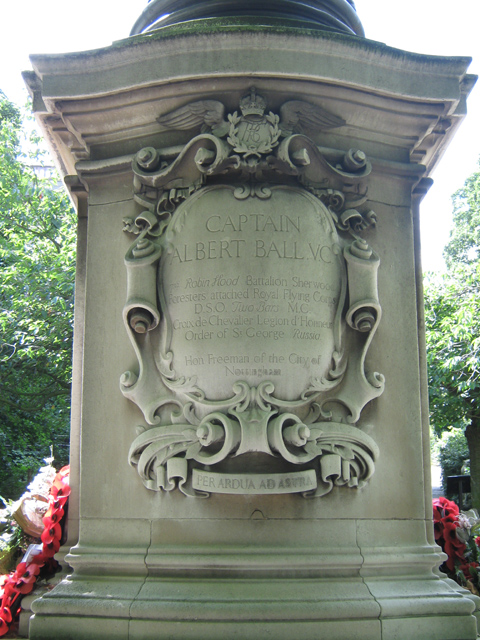
Detail des Denkmals von Albert Ball
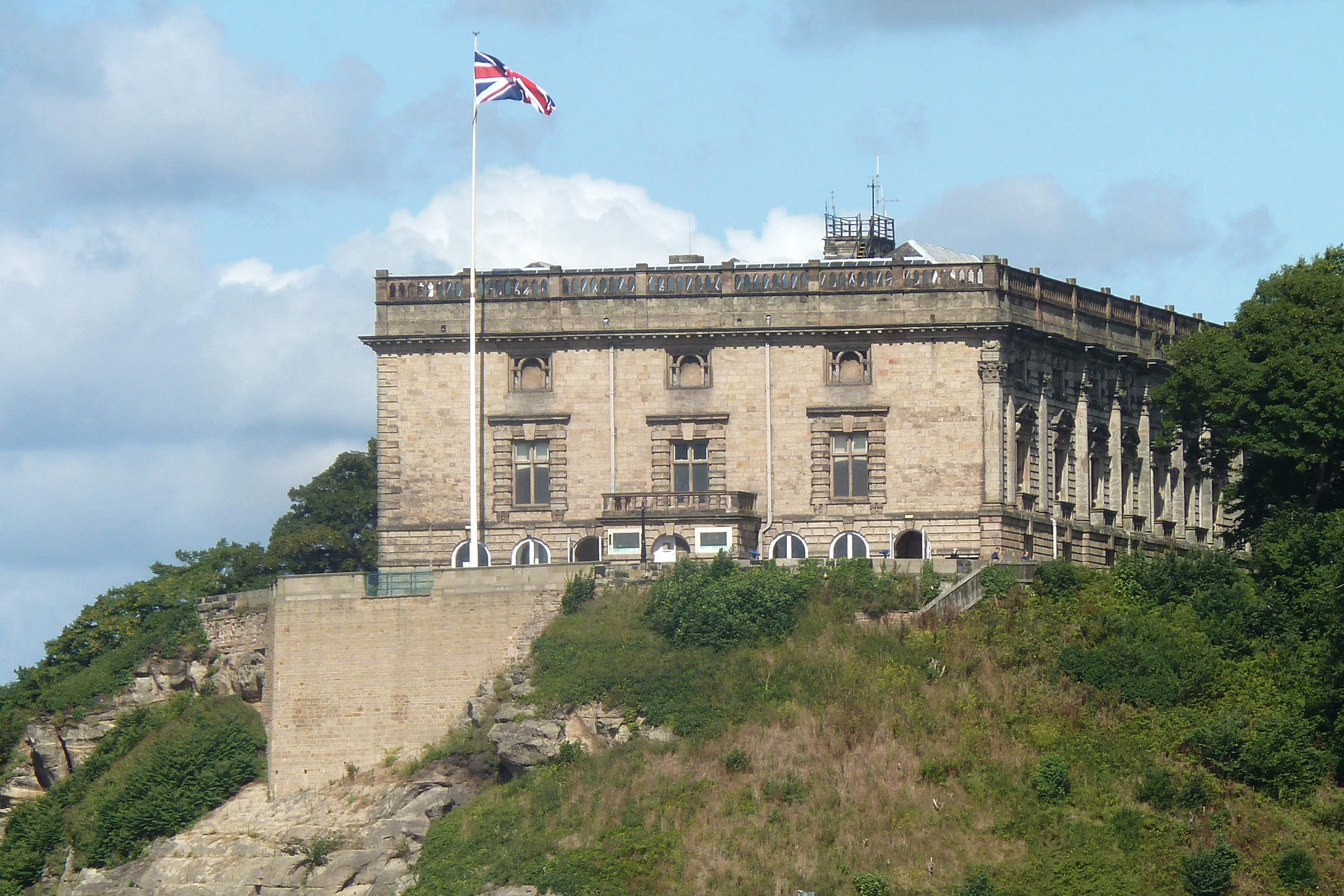
Ansicht von Süden
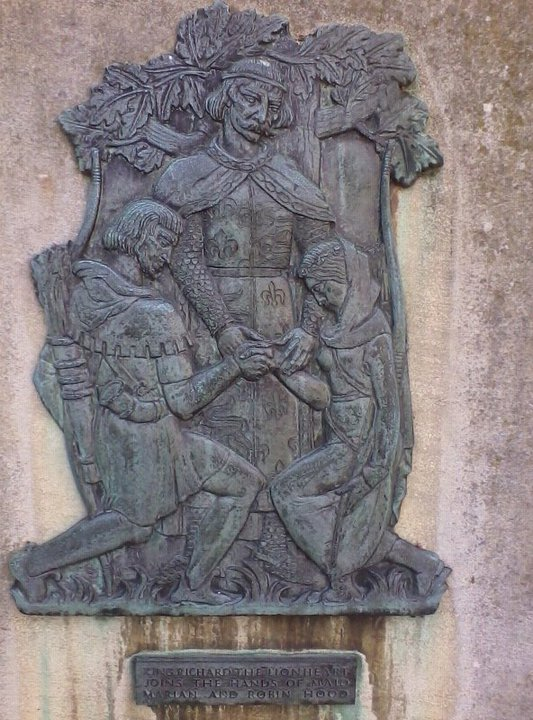
Plakette: König Richard Löwenherz verheiratet Robin Hood und Maid Marian